# Pasaia
Pasaia (spanisch Pasajes) ist eine Stadt in der Provinz Gipuzkoa im spanischen Teil des Baskenlandes.
Sie liegt fünf Kilometer östlich von Donostia-San Sebastián. Das alte, traditionelle Fischerdorf schöpft seine Bedeutung aus dem in der Ria des Flusses Oiartzun gelegenen Seehafen.
Pasaia besteht aus vier Teilen: Pasai Donibane (spanisch: Pasajes de San Juan), Pasai San Pedro, Trintxerpe und Pasai Antxo mit insgesamt 6,8 km² Fläche.

## Geschichte
1203 wird Pasaia zum ersten Mal als Oiarso urkundlich erwähnt. Im Zuge der Christianisierung Ende des 15. Jahrhunderts wurde es als Pasage erwähnt. Dem Namen dürfte die gewundene, enge, aber seeschifftaugliche Flussmündung zugrunde liegen. Sie liegt zwischen den Bergen Monte Ulia und Monte Jaizkibel.
1770 erhielt Pasaia durch König Karl IV. Stadtrechte.

## Wirtschaft
Der wichtigste Handelshafen der Provinz Gipuzkoa ist bedeutender Arbeitgeber für die knapp 20.000 Einwohner. Pasaia bildet mit den Städten Rentería, Oiartzun und Lezo die Wirtschaftsregion Oarsoaldea.
Touristisch bedeutend ist Donibane mit seinen Fischrestaurants.

## Galerie

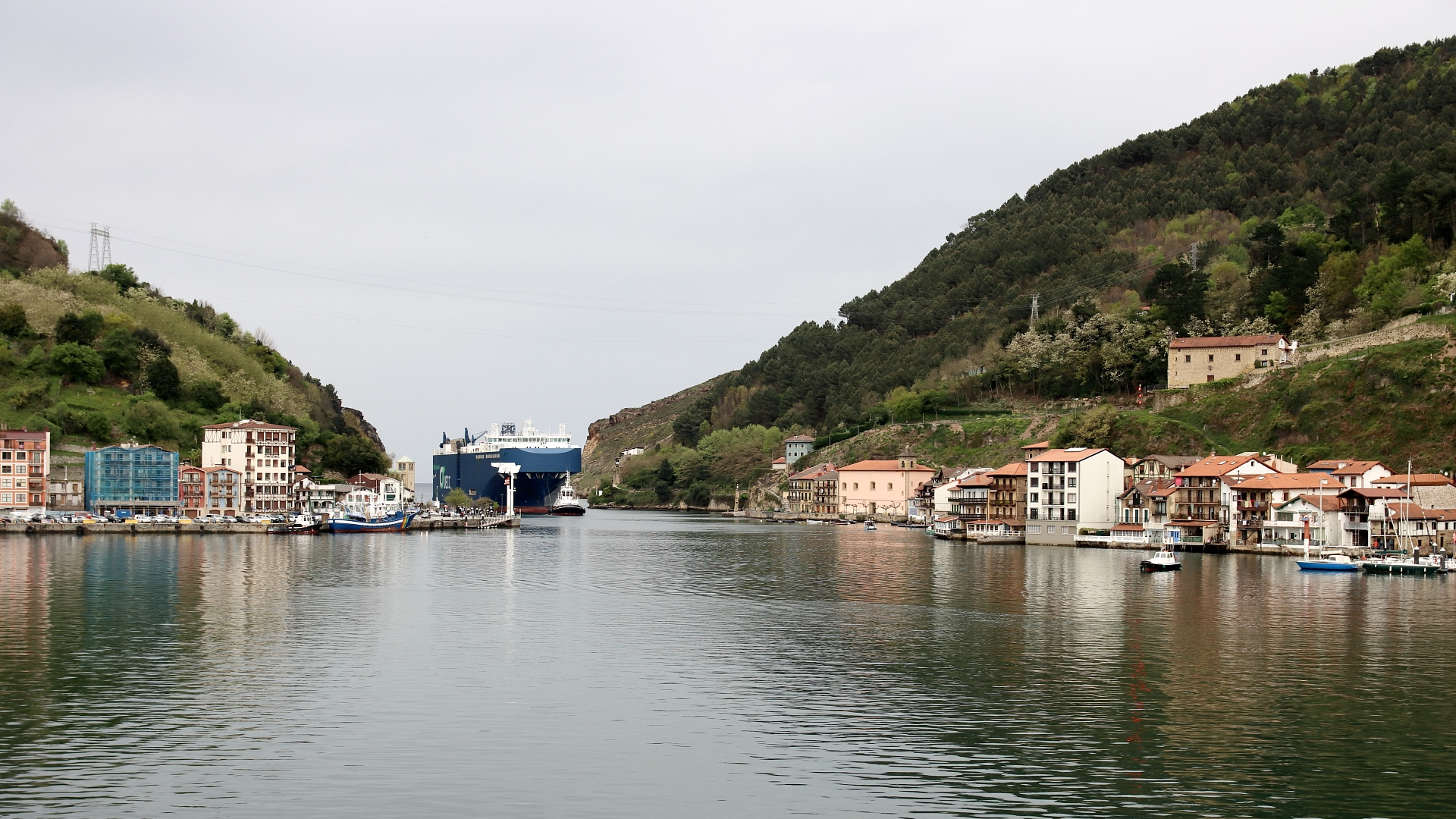
Die enge Hafenzufahrt
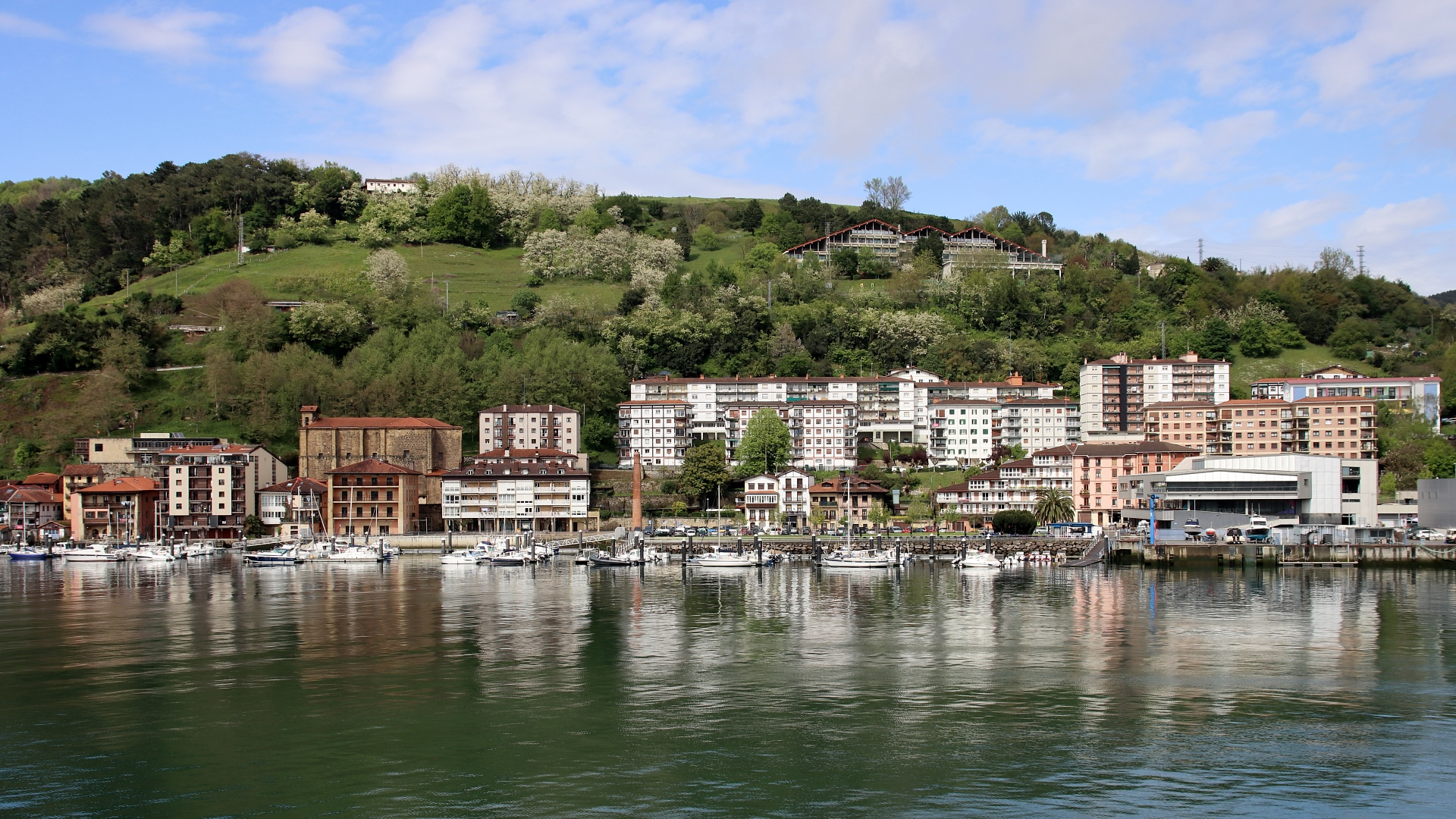
Pasai Donibane
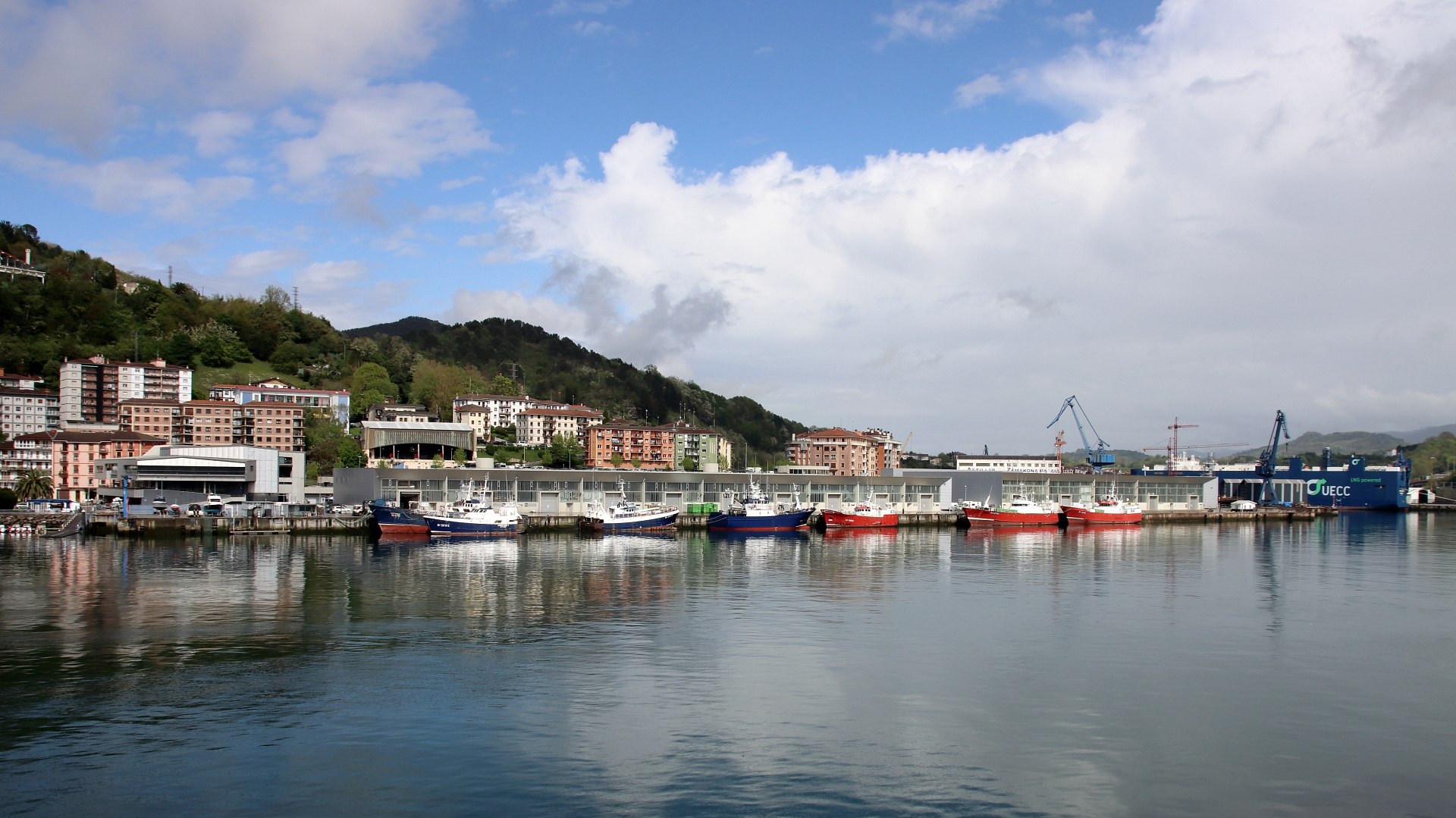
Fischerboote in Donibane
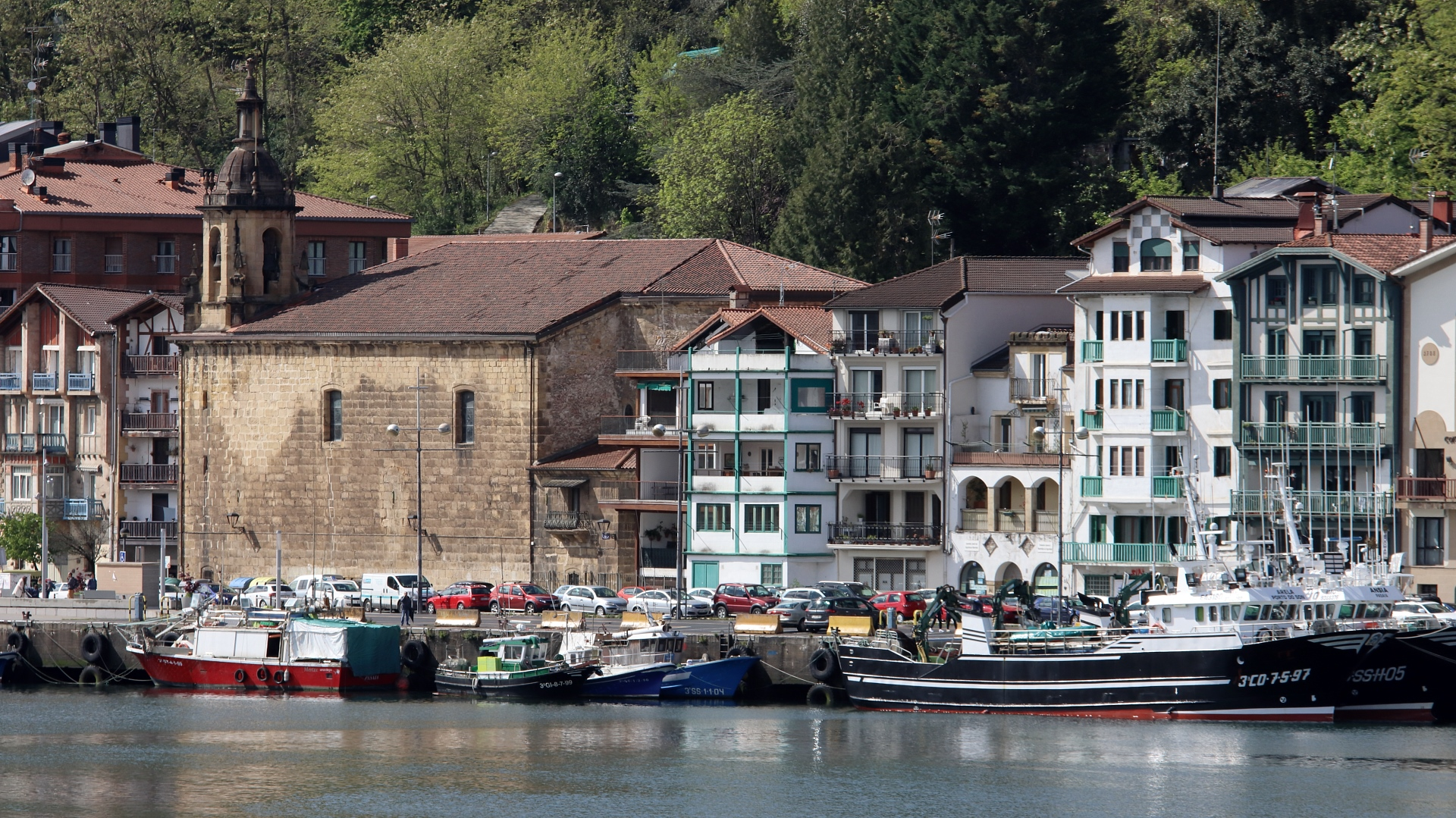
Kirche San Pedro

## Söhne und Töchter der Stadt
- Blas de Lezo (1689–1741), Admiral
- José Sebastián Laboa Gallego (1923–2002), Erzbischof und Diplomat
- Juan María Laboa Gallego (* 1939), katholischer Theologe
- Mikel Astarloza (* 1979), Radrennfahrer